# Schönbühl (Heilsbronn)
Schönbühl ist eine Wüstung auf dem Gemeindegebiet der Stadt Heilsbronn im Landkreis Ansbach (Mittelfranken, Bayern).

## Geografie
Die Einöde befand sich auf einer Höhe von 421 m ü. NHN an einem Verkehrsweg, der an der Ziegelhütte vorbei nach Heilsbronn bzw. nach Aich führte. Im Süden grenzte der Klosterwald an. Heute befindet sich an der Stelle der Einöde das Altenheim St. Stilla (Donauschwabenstraße 7).

## Geschichte
Gegen Ende des 18. Jahrhunderts gehörte Schönbühl zu Heilsbronn. Das Fallhaus hatte das brandenburg-ansbachische Klosterverwalteramt Heilsbronn als Grundherrn. Unter der preußischen Verwaltung (1792–1806) des Fürstentums Ansbach erhielt Schönbühl die Hausnummer 59 des Ortes Heilsbronn. Von 1797 bis 1808 unterstand der Ort dem Justiz- und Kammeramt Windsbach.
Im Rahmen des Gemeindeedikts wurde Schönbühl dem 1808 gebildeten Steuerdistrikt Heilsbronn und der 1810 gegründeten Munizipalgemeinde Heilsbronn zugeordnet. Nach 1888 wurde Schönbühl in den amtlichen Ortsverzeichnissen nicht mehr aufgelistet.

## Einwohnerentwicklung
| Jahr      | 001818 | 001836 | 001840 | 001861 | 001871 | 001885 |
| Einwohner |        | 10     | 9      | 7      | 6      | 8      |
| Häuser    |        | 3      | 1      |        |        | 1      |
| Quelle    | [ 6 ]  | [ 7 ]  | [ 8 ]  | [ 9 ]  | [ 10 ] | [ 11 ] |

## Religion
Die Einwohner evangelisch-lutherischer Konfession waren bis 1833 nach St. Michael (Weißenbronn) gepfarrt, seitdem nach St. Marien und St. Jakobus (Heilsbronn).

## Weblink
- Schönbühl in der Ortsdatenbank von bavarikon, abgerufen am 19. August 2021.